# Verão Quente de 1993
O Verão Quente de 1993, também chamado de Verão Quente da Luz, é um escândalo do futebol português que aconteceu em 1993, após o Sporting Clube de Portugal aproveitar-se das dificuldades financeiras que o rival Sport Lisboa e Benfica enfrentava, e, "roubar" alguns dos seus jogadores, pagando-lhes mais do que recebiam no rival lisboeta.

## O início
No dia 10 de junho de 1993, o Benfica ganhava a Taça de Portugal no Estádio Nacional do Jamor ao Boavista, por 5-2, numa exibição de gala de Paulo Futre, o nome que terá estado na origem da ação do Sporting, uns dias depois. Nessa tarde na mata do Jamor, havia sinais evidentes de que nem tudo estava bem. António Pacheco, que não foi a jogo, não participou nos festejos e deixou no ar uma poeira sustentada pelo facto de vários colegas seus terem atuado nas celebrações em jeito de despedida.
Nove dias depois, Pacheco rescindia por justa causa, alegando salários em atraso, para acordar com Sousa Cintra os contornos de um contrato chorudo (70 mil contos anuais) com um Sporting endinheirado.
Já o era em janeiro. Na altura, o peculiar presidente dos leões tinha aberto a porta a Paulo Futre a um regresso a Alvalade, o craque português respondia com agrado e a lembrar a «costela sportinguista» que tinha desde os tempos em que se tinha formado no clube, e tudo levava a crer que haveria um regresso.
Não aconteceu porque Sousa Cintra deixou o jogador pendurado no aeroporto, alegando que este lhe tinha pedido mais dinheiro à última da hora. Futre ficou tocado, não gostou e passou a responder afirmativamente ao FC Porto e ao Benfica, que também o tentavam e a quem tinha dito inicialmente que não.
Acabou por rumar à Luz, depois de as águias terem acordado um adiantamento de 600 mil contos por parte da RTP, referentes aos jogos da época seguinte e à publicidade estática no Estádio da Luz.

## O escândalo
O final de junho de 1993 passava a escaldar. Nesse ano, passou na RTP1, a partir de outubro, a novela Verão Quente, que, não tendo qualquer relação com o futebol, serviu na perfeição para caracterizar o que tinha acontecido naquele período em Lisboa.
O FC Porto, apesar de se ter sagrado campeão nacional, dessa vez não fez qualquer movimento, até porque as contas do clube não eram brilhantes. Por outro lado, o Sporting estava bem financeiramente e não perdeu a oportunidade de tentar espremer ao máximo o grande rival, o Benfica.
A seguir a Pacheco seguiu-se Paulo Sousa, que não tinha gostado da forma como o Benfica conduziu a sua saída. O médio era um dos jogadores mais cobiçados do clube e a saída era um dado adquirido, pelo que o Benfica mandatou Manuel Barbosa, empresário de relevo nos anos 80 e 90, de tratar desse assunto, pedindo um milhão de contos e sabendo que em Itália havia quem chegasse a esse valor, que equilibraria um pouco as contas encarnadas (passivo rondava os 4,5 milhões de contos). Paulo Sousa não gostou.
"Os jogadores são tratados como cães. Eu também sou gente. Como é possível darem uma procuração a um empresário para tratar do meu futuro? Eu é que tinha de ser consultado em primeiro lugar para dizer aquilo que queria", disse o médio, no dia 27 de junho, ao jornal A Bola, numa altura em que fora descoberto tranquilamente no Algarve, já depois de muito se ter especulado - chegou-se a falar em «rapto».
Rumou ao Sporting, onde foi ganhar bem menos do que teria à espera em Itália, e foi apresentado ao lado de Pacheco. Dois nomes que deixaram em êxtase os sportinguistas, que nem eram dos mais bem pagos do Sporting (Balakov e Cadete estavam acima) e que nunca mais foram perdoados pelos benfiquistas.

## João Pinto voltou atrás
O momento de ebulição na Luz ameaçou ser de debandada geral. Paulo Futre fez questão de que sairia «a bem ou a mal», mas foi a bem porque o Marselha, então campeão europeu, apresentou um valor generoso e levou-o. Rui Costa foi abordado pelo Sporting, mas fez logo questão de recusar e, na véspera do casamento, esteve na Luz a regularizar a sua situação.

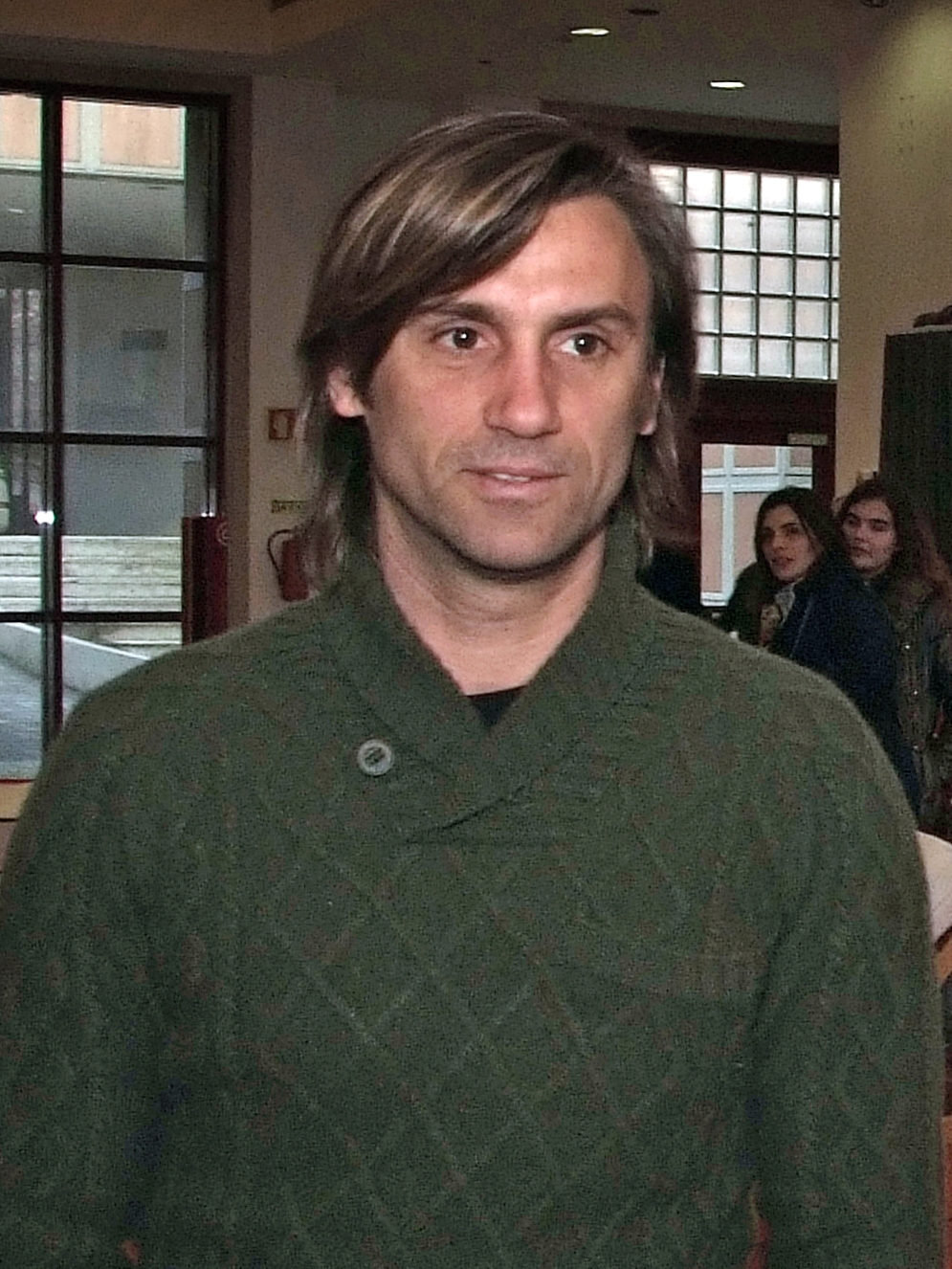
O ex-futebolista João Pinto.

Por outro lado, Jorge de Brito, presidente do Benfica e visto como vilão por parte dos adeptos pela péssima situação financeira e por alguns negócios menos explícitos, tentou contra-atacar com uma investida sobre Balakov e Leal, mas sem qualquer efeito.
Além disso, já tinha dado entrada na Luz no dia 25, por fax, o pedido de rescisão de João Pinto, que também já estava comprometido com o Sporting e que tinha recebido um cheque de 30 mil contos para assinar - esperava-o um contrato de 350 mil contos anuais.
Com o Benfica desesperado para tentar demover uma das suas joias, o avançado seguiu para Espanha (Torremolinos, Málaga) pela mão do empresário José Veiga. Chegou mesmo a ser usada a expressão «fuga», de forma a que os encarnados não pudessem falar com o jogador.
Através de Valentim Loureiro, que conversou com a avó de João Pinto e a fez contactar o neto, o Benfica conseguiu contornar a estratégia e Jorge de Brito foi buscá-lo para o demover, o que foi conseguido com um contrato até 1997 e um salário a tocar nos 400 mil contos anuais.
Na Luz, foi aclamado como o «Menino de Ouro». Ao Sporting, teve de pagar 100 mil contos por rasgar o contrato. Sousa Cintra, claro, não gostou e comentou: «É um jogador imaturo para o Sporting».

## Ferida deu em título
Quando a época 1993/94 começou, o Benfica estava ainda bastante ferido com todo o Verão Quente e tentava reerguer-se aos poucos, com uma equipa que, ainda assim, se manteve capaz de lutar nas várias frentes, se bem que com a dúvida e o receio a pairar no seio dos adeptos.
Do outro lado da Segunda Circular, o Sporting mostrava-se o maior candidato ao título nacional, com uma equipa fortíssima e com Bobby Robson como treinador. Só que Sousa Cintra entendeu despedir o inglês depois da eliminação europeia contra o Casino Salzburgo, mesmo estando em liderança partilhada no campeonato com o Benfica e o FC Porto (com quem já tinha perdido em casa).
Carlos Queiroz assumiu a equipa e não houve melhoria significativa, embora os leões tenham continuado na discussão do campeonato. Na jornada 30, o jogo do título: o Benfica tinha mais um ponto e ia jogar no Estádio José Alvalade, que encheu para ver a sua equipa chegar à liderança. O jogo acabou 3-6, no épico jogo de João Pinto, e o Benfica acabou campeão nessa temporada.